# Baia dell'imperatrice Augusta

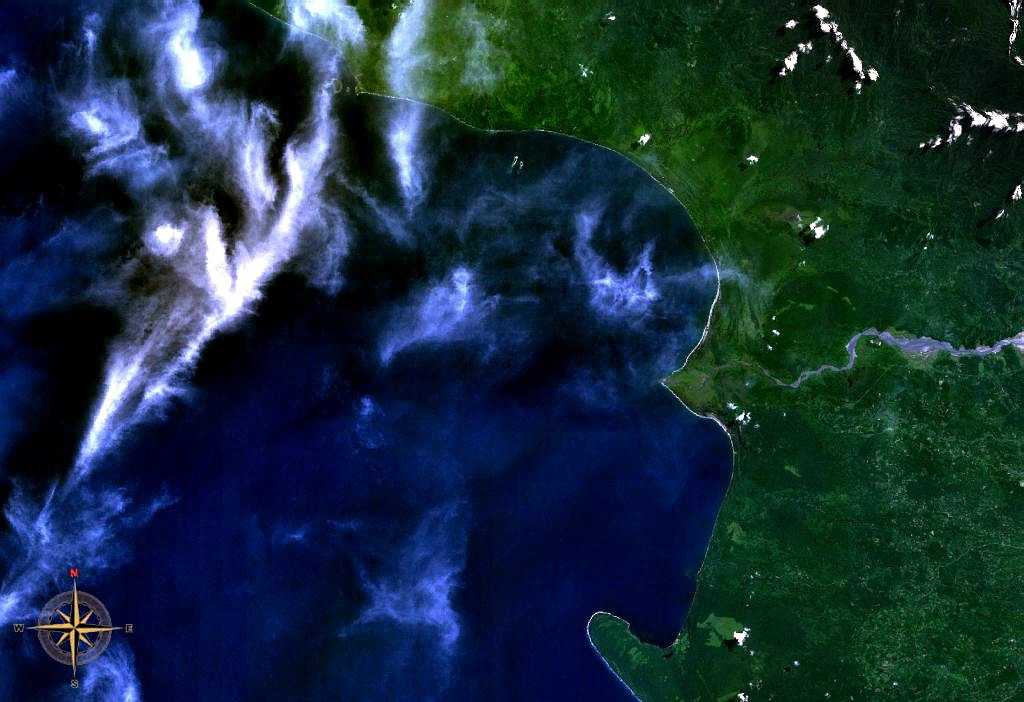
La baia vista dallo spazio

La baia dell'imperatrice Augusta è un grande baia, situata sulla costa occidentale dell'isola di Bougainville, nella Papua Nuova Guinea. Prende il nome da Augusta Vittoria di Schleswig-Holstein-Sonderburg-Augustenburg, moglie dell'imperatore tedesco Guglielmo II (l'area faceva parte della colonia della Nuova Guinea tedesca).
Si tratta di un'importante zona di pesca di sussistenza per la popolazione locale.
Nel novembre 1943 la baia fu teatro della battaglia della baia dell'imperatrice Augusta, combattuta tra le forze Alleate e quelle giapponesi. Durante gli anni 1970 e 1980 l'inquinamento delle acque della baia causato dalle scorie di rame proveniente da Panguna, sito della più grande miniera di rame del mondo gestita dal Rio Tinto Group, raggiunse livelli critici. Questo fu uno dei motivi della nascita del movimento secessionista Esercito rivoluzionario di Bougainville, che scatenò una guerra civile sull'isola tra il 1989 e il 1997.